# 山手車站
山手車站（日语：／ Yamate eki */?）是一個位於神奈川縣橫濱市中區大和町二丁目，屬於東日本旅客鐵道（JR東日本）根岸線的鐵路車站。

## 歷史
原先是要在靠近山手地區設置「山手町站」，但在石川町居民的請願下而將該站改名為石川町站，本站則順勢變更為「山手站」。
原始的山手町是在本站北側的石川町站方向，非本站範圍。本站所在地在過去屬久良岐郡根岸村，周邊町名立野、竹之丸、仲尾台、矢口台、豆口台等多來自於根岸村字（あざな）。在決定站名時，山手地區的山手東部町內會曾以站名會誤導要前往山手的民眾而向國鐵請願改名。
本站啟用以前，周邊民眾多以橫濱市電作為交通工具，因此使得原先受惠於市電人潮的車站東北方大和町商店街逐漸沒落。
本站在國鐵民營化以前，曾是日本全國唯一沒有廣告的車站。

### 年表
- 1964年（昭和39年）5月19日：本站隨日本國鐵根岸線櫻木町－磯子段開通時開業。
- 1987年（昭和62年）4月1日：國鐵分割民營化，本站由JR東日本接手經營。
- 2001年（平成13年）11月18日：智能卡系統Suica啟用。
- 2013年（平成25年）
  - 3月23日：原本位於靠橫濱方向高架鐵路線下方的舊車站站房停用，轉移至南側50公尺處的新站房營業。舊站房停用後拆除，騰出的用地作為擴大站前廣場用，並預計在2017年之前完成工程。
  - 3月24日：新站房啟用。
  - 7月1日：業務委託化[2]。

## 車站構造
本站是對向式月台2面2線的高架車站。
車站位於石川町方向的第2竹之丸隧道（約61公尺）與根岸方向的矢口台隧道（約612公尺）之間。下方有道路通過。
開業當時的舊站房是位在現在的橫濱方向高架下，並有階梯連通各月台。2011年開始進行無障礙化工程，站房往大船方向移動約50m，上下線月台各設一座電梯，大宮方向月台設置電扶梯。新站房於2013年3月24日啟用。站前廣場整備工程於2016年完成。
在構造上，月台大船方向的前端部分沒有喇叭，因此聽不見發車音樂與廣播。
本站為業務委託站（委託JR東日本車站服務）。站房內設有自動售票機、自動驗票閘門等，但沒有指定席售票機。因此要購入指定券類須前往鄰站的石川町站或根岸站。綠色窗口在舊站房結束營業時一併關閉。過去舊站房剪票口外有商店LET'S KIOSK山手1號店，已於2013年3月29日閉店。現為便利商店NEWDAYS。
山手站在JR的特定都區市內制度中屬於「橫濱市內」。

### 月台配置
| 月台 | 路線   | 方向 | 目的地                   | 備註            |
| ---- | ------ | ---- | ------------------------ | --------------- |
| 1    | 根岸線 | 下行 | 磯子、大船方向           |                 |
| 2    | 根岸線 | 上行 | 橫濱、東京、大宮方向     | 直通 京濱東北線 |
| 2    | 橫濱線 | -    | 新橫濱、町田、八王子方向 | 只限早晩運行    |

（來源：JR東日本:車站構內圖 （页面存档备份，存于））

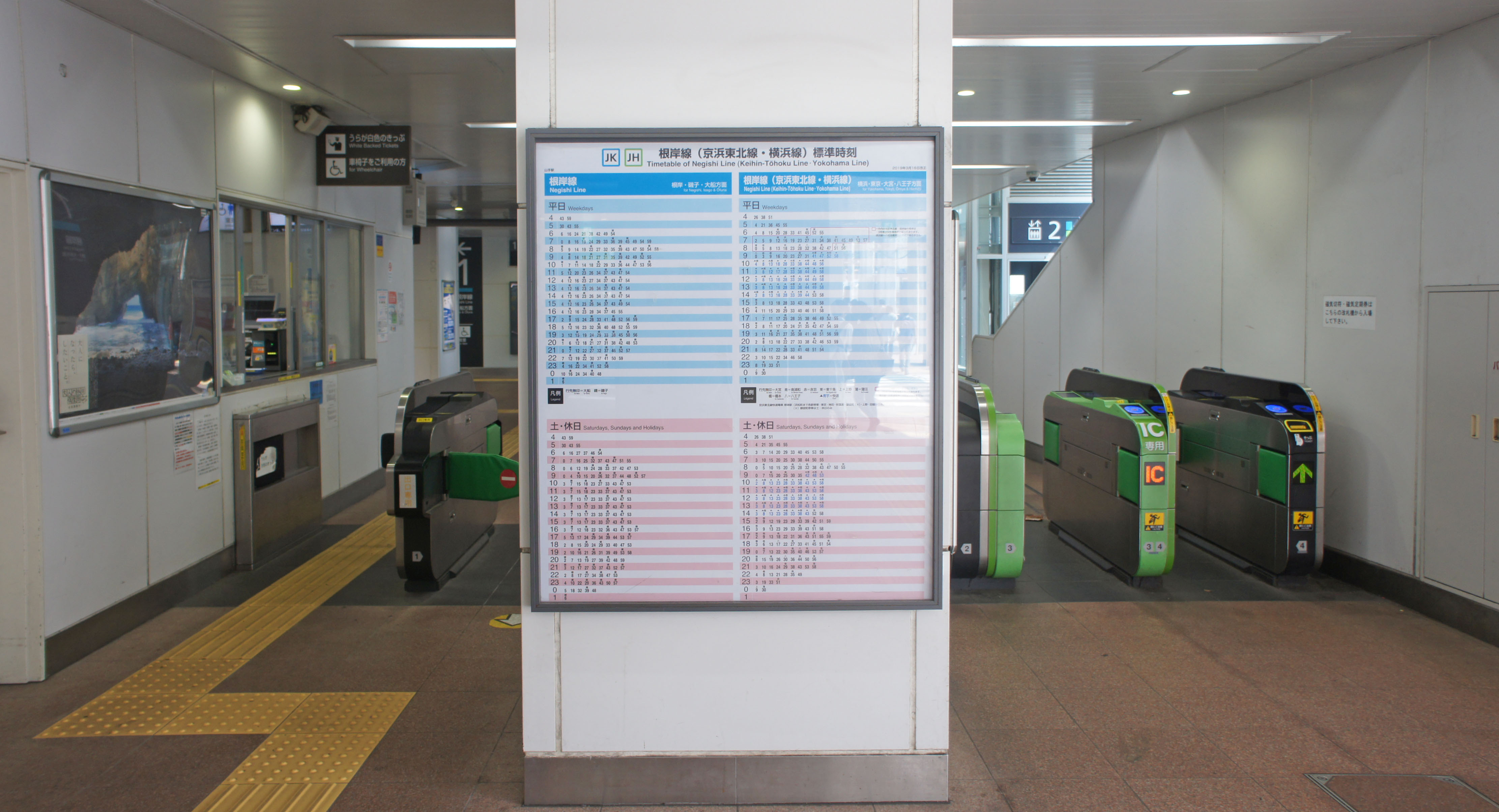
閘口（2019年6月）
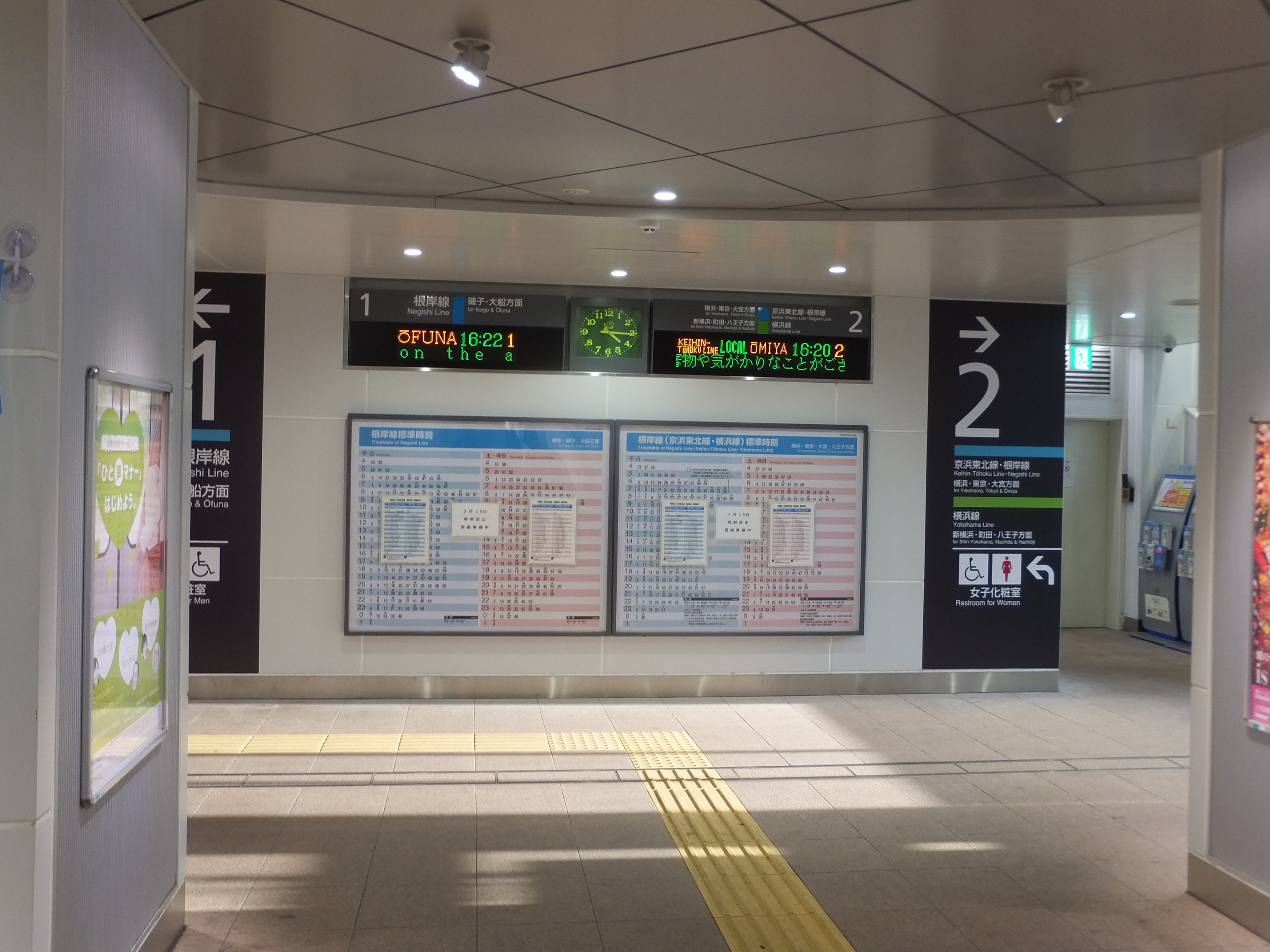
大堂（2014年3月）
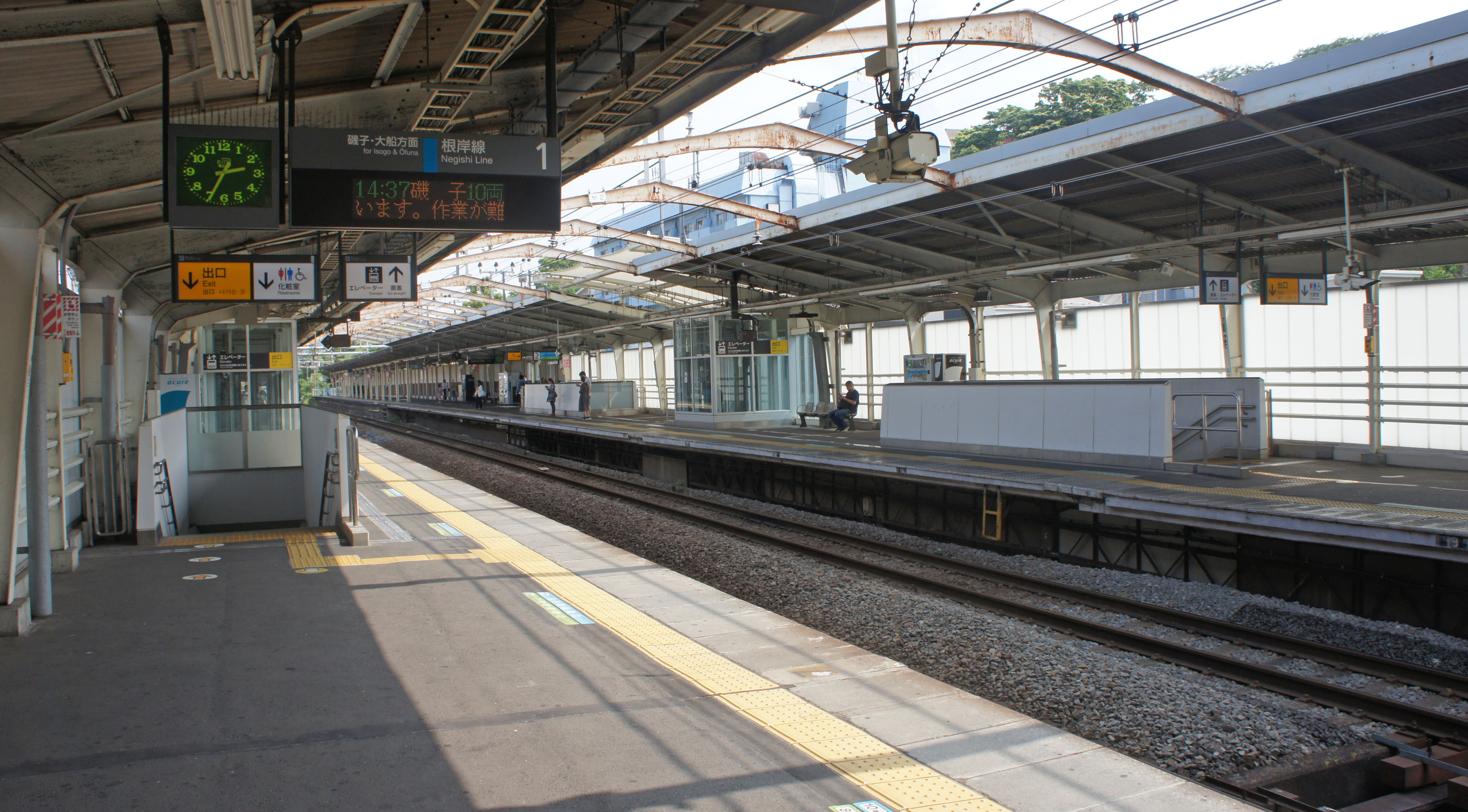
月台（2019年6月）

## 使用情況
2019年（令和元年）度1日平均上車人次為17,545人，是根岸線內最少的車站。本站周邊有聖光學院中學校及高等學校、神奈川縣立橫濱綠丘高等學校與橫濱國立大學教育學部附屬橫濱小學校等學校，因此早上通勤時段人潮較多。
近年使用人次變化如下表。
| 年度               | 1日平均 上車人次 |
| ------------------ | ---------------- |
| 1991年（平成03年） | 16,275           |
| 1992年（平成04年） | 16,601           |
| 1993年（平成05年） | 16,677           |
| 1994年（平成06年） | 16,672           |
| 1995年（平成07年） | 16,509           |
| 1996年（平成08年） | 16,648           |
| 1997年（平成09年） | 16,310           |
| 1998年（平成10年） | 16,472           |
| 1999年（平成11年） | 16,530           |
| 2000年（平成12年） | 16,471           |
| 2001年（平成13年） | 16,454           |
| 2002年（平成14年） | 16,494           |
| 2003年（平成15年） | 16,591           |
| 2004年（平成16年） | 16,232           |
| 2005年（平成17年） | 16,509           |
| 2006年（平成18年） | 16,877           |
| 2007年（平成19年） | 17,147           |
| 2008年（平成20年） | 17,242           |
| 2009年（平成21年） | 17,182           |
| 2010年（平成22年） | 17,118           |
| 2011年（平成23年） | 17,226           |
| 2012年（平成24年） | 17,307           |
| 2013年（平成25年） | 17,390           |
| 2014年（平成26年） | 16,888           |
| 2015年（平成27年） | 17,193           |
| 2016年（平成28年） | 17,341           |
| 2017年（平成29年） | 17,459           |
| 2018年（平成30年） | 17,592           |
| 2019年（令和元年） | 17,545           |

## 車站周邊
車站周邊為住宅區。站前空間、周邊道路都十分狹窄。若要前往橫濱山手地區港見丘公園與外國人墓地等觀光地，從JR石川町站與港未來線元町·中華街站前往較近。
車站北側為大和町二丁目，中央東側為立野，南側為矢口台，西側為仲尾台。
史蹟、觀光名勝
- 根岸森林公園（日语：根岸森林公園）、馬之博物館（日语：馬の博物館）
- 橫濱外國人墓地（日语：横浜外国人墓地）
- 山手公園

郵局、金融機關
- 橫濱大和郵便局

教育機關
- 橫濱市立立野小學校
- 橫濱市立仲尾台中學校（日语：横浜市立仲尾台中学校）
- 橫濱國立大學教育學部附屬橫濱小學校（日语：横浜国立大学教育学部附属横浜小学校）
- 聖光學院中學校及高等學校
- 神奈川縣立橫濱綠丘高等學校（日语：神奈川県立横浜緑ケ丘高等学校）

## 巴士路線
站前廣場狹窄，空間不足以設置巴士圓環。車站剪票口外有兩個巴士乘車處。
山手站前
| 乘車處 | 系統    | 主要行經地                         | 目的地         | 運行業者  | 管理站 | 備註       |
| ------ | ------- | ---------------------------------- | -------------- | --------- | ------ | ---------- |
| 1號    | 20系統  | 港見丘公園、元町入口、山下埠頭入口 | 山下埠頭       | ■橫濱市營 | 本牧   | 僅平日早晨 |
| 1號    | 20系統  | 港見丘公園、元町入口、中華街入口   | 櫻木町站       | ■橫濱市營 | 本牧   |            |
| 2號    | 222系統 | 本牧綠丘、本牧和田                 | 山手站前(循環) | ■橫濱市營 | 本牧   | 僅早晨傍晚 |
| 2號    | 222系統 | 本牧綠丘、大鳥入口、和田山口       | 山手站前(循環) | ■橫濱市營 | 本牧   | 僅午間     |
| 2號    | 222系統 | 本牧綠丘                           | 本牧和田       | ■橫濱市營 | 本牧   | 僅末班車   |

## 相鄰車站
東日本旅客鐵道
 根岸線
■快速、■■各站停車
石川町（JK 09）－山手（JK 08）－根岸（JK 07）

### 使用情況
1. ↑  横浜市統計書 （页面存档备份，存于） - 横浜市

JR東日本2000年度以後上車人次
1. ↑  各駅の乗車人員（2000年度） （页面存档备份，存于） - JR東日本
2. ↑  各駅の乗車人員（2001年度） （页面存档备份，存于） - JR東日本
3. ↑  各駅の乗車人員（2002年度） （页面存档备份，存于） - JR東日本
4. ↑  各駅の乗車人員（2003年度） （页面存档备份，存于） - JR東日本
5. ↑  各駅の乗車人員（2004年度） （页面存档备份，存于） - JR東日本
6. ↑  各駅の乗車人員（2005年度） （页面存档备份，存于） - JR東日本
7. ↑  各駅の乗車人員（2006年度） （页面存档备份，存于） - JR東日本
8. ↑  各駅の乗車人員（2007年度） （页面存档备份，存于） - JR東日本
9. ↑  各駅の乗車人員（2008年度） （页面存档备份，存于） - JR東日本
10. ↑  各駅の乗車人員（2009年度） （页面存档备份，存于） - JR東日本
11. ↑  各駅の乗車人員（2010年度） （页面存档备份，存于） - JR東日本
12. ↑  各駅の乗車人員（2011年度） （页面存档备份，存于） - JR東日本
13. ↑  各駅の乗車人員（2012年度） （页面存档备份，存于） - JR東日本
14. ↑  各駅の乗車人員（2013年度） （页面存档备份，存于） - JR東日本
15. ↑  各駅の乗車人員（2014年度） （页面存档备份，存于） - JR東日本
16. ↑  各駅の乗車人員（2015年度） （页面存档备份，存于） - JR東日本
17. ↑  各駅の乗車人員（2016年度） （页面存档备份，存于） - JR東日本
18. ↑  各駅の乗車人員（2017年度） （页面存档备份，存于） - JR東日本
19. ↑  各駅の乗車人員（2018年度） （页面存档备份，存于） - JR東日本
20. ↑  各駅の乗車人員（2019年度） （页面存档备份，存于） - JR東日本

## 延伸閱讀
- 中区制五〇周年記念事業実行委員会『横浜・中区史』、中区制五〇周年記念事業実行委員会、1985年

## 外部連結
- 車站資訊（山手）：東日本旅客鐵道

35°25′38.3″N 139°38′46.4″E / 35.427306°N 139.646222°E